# Úrvalsdeild
Úrvalsdeild karla, eller Pepsideild efter ligasponsorn Pepsi, är den högsta divisionen i fotboll på Island. Ligan spelades för första gången 1912.
Serien består av 12 lag (t.o.m. 2007 10 lag) och alla lag möter varandra två gånger (hemma och borta) i totalt 22 omgångar. De två sämsta lagen i ligan blir nedflyttade till 1. deild karla som är andra divisionen. De två bästa lagen från 1. deild karla blir uppflyttade till Úrvalsdeild.
Ligan var tidigare känd som Landsbankadeild, men på grund av den internationella finanskrisen var Landsbanki Íslands inför 2009 års säsong tvungen att avsluta sin sponsring av ligan.

## Isländska mästare
- 1912: KR (Reykjavik)
- 1913: Fram Reykjavík*
- 1914: Fram Reykjavík*
- 1915: Fram Reykjavík
- 1916: Fram Reykjavík
- 1917: Fram Reykjavík
- 1918: Fram Reykjavík
- 1919: KR (Reykjavik)
- 1920: Víkingur (Reykjavik)
- 1921: Fram Reykjavík
- 1922: Fram Reykjavík
- 1923: Fram Reykjavík
- 1924: Víkingur (Reykjavik)
- 1925: Fram Reykjavík
- 1926: KR (Reykjavik)
- 1927: KR (Reykjavik)
- 1928: KR (Reykjavik)
- 1929: KR (Reykjavik)
- 1930: Valur (Reykjavik)
- 1931: KR (Reykjavik)
- 1932: KR (Reykjavik)
- 1933: Valur (Reykjavik)
- 1934: KR (Reykjavik)
- 1935: Valur (Reykjavik)
- 1936: Valur (Reykjavik)
- 1937: Valur (Reykjavik)
- 1938: Valur (Reykjavik)
- 1939: Fram Reykjavík
- 1940: Valur (Reykjavik)
- 1941: KR (Reykjavik)
- 1942: Valur (Reykjavik)
- 1943: Valur (Reykjavik)
- 1944: Valur (Reykjavik)
- 1945: Valur (Reykjavik)
- 1946: Fram Reykjavík
- 1947: Fram Reykjavík
- 1948: KR (Reykjavik)
- 1949: KR (Reykjavik)
- 1950: KR (Reykjavik)
- 1951: ÍA (Akranes)
- 1952: KR (Reykjavik)
- 1953: ÍA (Akranes)
- 1954: ÍA (Akranes)
- 1955: KR (Reykjavik)
- 1956: Valur (Reykjavik)
- 1957: ÍA (Akranes)
- 1958: ÍA (Akranes)
- 1959: KR (Reykjavik)
- 1960: ÍA (Akranes)
- 1961: KR (Reykjavik)
- 1962: Fram Reykjavík
- 1963: KR (Reykjavik)
- 1964: Keflavík
- 1965: KR (Reykjavik)
- 1966: Valur (Reykjavik)
- 1967: Valur (Reykjavik)
- 1968: KR (Reykjavik)
- 1969: Keflavík
- 1970: ÍA (Akranes)
- 1971: Keflavík
- 1972: Fram Reykjavík
- 1973: Keflavík
- 1974: ÍA (Akranes)
- 1975: ÍA (Akranes)
- 1976: Valur (Reykjavik)
- 1977: ÍA (Akranes)
- 1978: Valur (Reykjavik)
- 1979: ÍBV (Vestmannaeyjar)
- 1980: Valur (Reykjavik)
- 1981: Víkingur (Reykjavik)
- 1982: Víkingur (Reykjavik)
- 1983: ÍA (Akranes)
- 1984: ÍA (Akranes)
- 1985: Valur (Reykjavik)
- 1986: Fram Reykjavik
- 1987: Valur (Reykjavik)
- 1988: Fram Reykjavík
- 1989: KA (Akureyri)
- 1990: Fram Reykjavík
- 1991: Víkingur (Reykjavik)
- 1992: ÍA (Akranes)
- 1993: ÍA (Akranes)
- 1994: ÍA (Akranes)
- 1995: ÍA (Akranes)
- 1996: ÍA (Akranes)
- 1997: ÍBV (Vestmannaeyjar)
- 1998: ÍBV (Vestmannaeyjar)
- 1999: KR (Reykjavik)
- 2000: KR (Reykjavik)
- 2001: ÍA (Akranes)
- 2002: KR (Reykjavik)
- 2003: KR (Reykjavik)
- 2004: FH (Hafnarfjörður)
- 2005: FH (Hafnarfjörður)
- 2006: FH (Hafnarfjörður)
- 2007: Valur (Reykjavik)
- 2008: FH (Hafnarfjörður)
- 2009: FH (Hafnarfjörður)
- 2010: Breiðablik (Kópavogur)
- 2011: KR (Reykjavik)
- 2012: FH (Hafnarfjörður)
- 2013: KR (Reykjavik)
- 2014: Ungmennafélagið Stjarnan (Garðabær)
- 2015: FH (Hafnarfjörður)
- 2016: FH (Hafnarfjörður)
- 2017: Valur (Reykjavik)
- 2018: Valur (Reykjavik)
- 2019: KR (Reykjavik)
- 2020: Valur (Reykjavik)
- 2021: Vikingur
- 2022: Breiðablik
- 2023: Vikingur
- 2024: Breiðablik

*Ingen tävling 1913, Fram Reykjavík tilldelades automatiskt titeln.

## Nuvarande lag (2021)
| Klubb            | Plats             | Arena             | Kapacitet |
| ---------------- | ----------------- | ----------------- | --------- |
| Breiðablik       | Kópavogur         | Kópavogsvöllur    | 5,501     |
| FH Hafnarfjarðar | Hafnarfjörður     | Kaplakriki        | 6,500     |
| Fylkir           | Árbær (Reykjavik) | Fylkisvöllur      | 5,000     |
| HK Kópavogs      | Kópavogur         | Kórinn            | 5,501     |
| ÍA Akraness      | Akranes           | Akranesvöllur     | 6,000     |
| KA Akureyri      | Akureyri          | Akureyrarvöllur   | 2,000     |
| Keflavík         | Reykjanesbær      | Keflavíkurvöllur  | 5,200     |
| KR Reykjavík     | Reykjavik         | KR-völlur         | 2,781     |
| Leiknir          | Reykjavik         | Leiknisvöllur     | 1,025     |
| Stjarnan         | Garðabær          | Samsung völlurinn | 1,298     |
| Valur            | Reykjavik         | Hlíðarendi        | 1,524     |
| Víkingur         | Reykjavik         | Víkingsvöllur     | 1,450     |

## Flest ligasegrar
| Rank | Lag                     | Titlar |
| ---- | ----------------------- | ------ |
| 1    | KR Reykjavík            | 27     |
| 2    | Valur                   | 23     |
| 3    | ÍA Akranes              | 18     |
| 3    | Knattspyrnufélagið Fram | 18     |
| 5    | FH Hafnarfjarðar        | 8      |
| 6    | Víkingur                | 7      |
| 7    | Keflavík                | 4      |
| 8    | ÍBV Västmannaöarna      | 3      |
| 9    | Breiðablik              | 2      |
| 10   | KA Akureyri             | 1      |
| 10   | Stjarnan                | 1      |

### Fotnoter
1. ↑  ”Iceland coming in from the cold” (på engelska). UEFA. 5 januari 2010. http://www.uefa.com/memberassociations/association=isl/news/newsid=945216.html. Läst 29 maj 2017.